# Geocapromys columbianus
Geocapromys columbianus é uma espécie de roedor da família Capromyidae.
Era endêmica de Cuba. Seus restos subfósseis datam do Holoceno, entretanto alguns pesquisadores tem encontrado indícios de que a espécie tenha sobrevivido até meados de 1500.